# Eero Heinonen

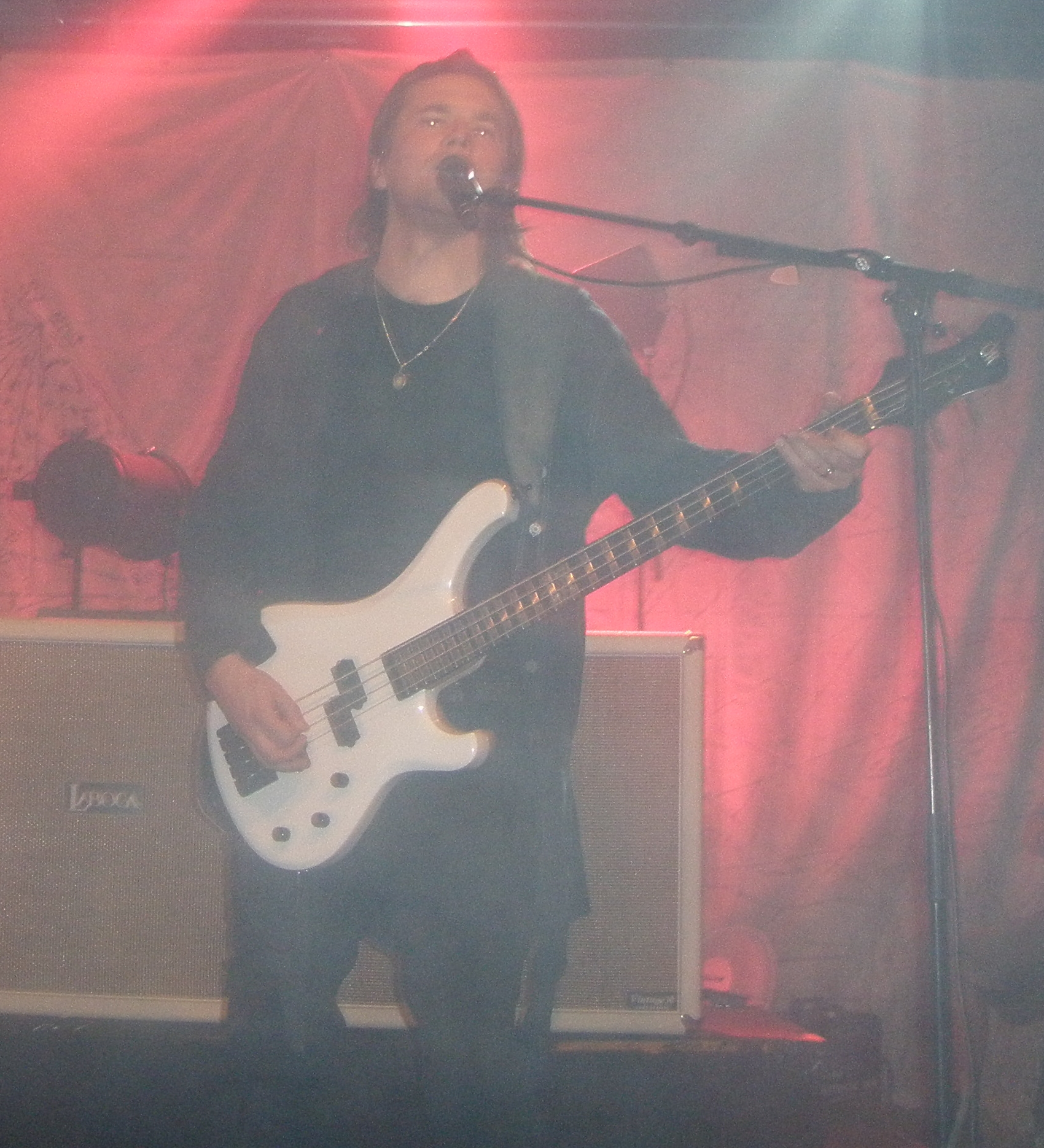
Eero Heinonen (2009)

Eero Aleksi Heinonen (* 27. November 1979 in Helsinki) ist ein finnischer Musiker, bekannt v. a. als Bassist der Alternative-Rock-Band The Rasmus.

## Leben und Karriere
Heinonen war 1994 Mitgründer der Band The Rasmus, mit welcher er bis heute sieben Studioalben und zwei Best-Of-Alben veröffentlicht hat. Er bringt sich in der Band als Background Vocalist des Frontmannes Lauri Ylönen ein, zudem führte er bei zwei Musikvideos die Regie. 1999 war er Mitgründer der Band Korpi Ensemble, die er 2004 zugunsten des Musik-Projekts Hay & Stone wieder verließ. Neben dem Bass ist er bei Hay & Stone zudem Sänger und Frontmann, ein Album und eine Single wurden 2006 eingespielt.
Heinonen bekennt sich in den Medien stark zu den zu seiner Musik konträren Hobbys, dem Yoga und der Meditation. Er trägt in der Regel eine Kette oder einen Button mit dem Bild von Shiri Matjis, der Begründerin des Sahaja Yogas.
Er ist verheiratet und Vater von zwei Töchtern.